# Удружење Вукова породица
Удружење „Вукова породица“ је добровољно, невладино и непрофитно удружење грађана, основано на неодређено време ради остваривања циљева у области образовања, васпитања, културно-просветне традиције, информисања, људских и дечијих права и културе. Удружење се залаже за окупљање поштовалаца лика и дела Вука Караџића, образовних, културних и јавних установа које носе име Вука Караџића, уважавање и афирмацију образовања и васпитања, здравог живота, животних вредности и културе, на хуманистичким принципима.

## Историја Вукове породице
Оснивач Вукове породице 1986. године је био директор ОШ „Вук Караџић“ у Рипњу и учитељ Предраг Јеремић. На територији Југославије било је 46 школа које су носиле име Вука Караџић. Први сусрет Вукове породице био је у Беранама (сусрело се 8 школа), други сусрет у Кладову 1989. г. (окупило се 19 школа), трећи сусрет у Јагодњаку крај Белог Манастира 1990. године (окупило се 20 школа). Године 1989. школа из Рипња се братимила са школом у Пироту и са школом са истим именом у Плоцку у Пољској.
Вукова породица поново је почела са радом оснивањем удружења Вукова породица 9. 7. 2018. године. Удружење је основано на иницијативу ћерке првобитног оснивача, Весне Петровић, учитељице у ОШ "Вук Караџић" у Рипњу, која је председник удружења и идејни творац новог концепта породице Вукових школа.

## Делатност
Поред тога што окупља школе и друге институције које носе име Вука Караџића, удружење прикупља и обрађује научну и стручну литературу у области педагошких дисциплина, методологије васпитно-образовног рада и социјализације, личног развоја и културе, организује стручне скупове, саветовања, семинаре, манифестације и реализује пројекте чији је циљ афирмација живота и дела Вука Караџића, унапређивање образовно-васпитног рада, иновације у настави итд.1